# Александар Александријски
Александар Александријски је био епископ Александрије. Први је повео борбу против Арија. Учествовао је на Првом Васељенском Сабору. Преминуо је 326. године.
Српска православна црква слави га 29. маја по црквеном, а 11. јуна по грегоријанском календару.